# Рабаль, Тереса
Тереса Рабаль, исп. Teresa Rabal (5 ноября, 1952, Барселона) — испанская актриса, певица и телеведущая, дочь известного режиссёра Франсиско (Пако) Рабаля.
Сыграла в нескольких фильмах, дебютировав в роли девочки Риты в фильме Луиса Бунюэля «Виридиана», где также сыграл её отец.
Наибольшую известность приобрела благодаря многочисленным альбомам детских песен в жанре минидиско, среди которых наиболее известны Veo Veo («Вижу, вижу») и El Tren («Поезд», известна также как Chucu chucu). Летом 2004 г. поп-банд Hot Banditoz выпустил кавер-версии этих двух песен, при этом первая заняла в немецких музыкальных чартах 3-е место и стала хитом лета 2004 г., а вторая — 42 место.